# Liste der Nummer-eins-Hits in Irland (2024)
Dies ist eine Liste der Nummer-eins-Hits in Irland im Jahr 2024. Sie basiert auf den offiziellen Top 100 der irischen Single- und Albumcharts, die im Auftrag der Irish Recorded Music Association (IRMA) erstellt werden.

## Singles
| ← 2023 ← | Liste der Nummer-eins-Hits in Irland | Liste der Nummer-eins-Hits in Irland | Liste der Nummer-eins-Hits in Irland | 2025 →                    |
| \| Zeitraum \| Wo. ges. \| Interpret \| Titel Autor(en) \| Zusätzliche Informationen \| \| (Zeitraum, Wochen auf Platz eins, Interpret, Titel, Autor[en], zusätzliche Informationen) \| \| \| \| \| \| ----------------------------------------------------------------------------------------- \| -------- \| ------------------------------- \| ----------------------------------------------------------------------------------------------------------------------------------------------------------------------------------- \| ------------------------- \| \| 15. Dezember 2023 – 22. Februar 2024 10 Wochen (insgesamt 14) \| 14 \| Noah Kahan \| Stick Season Noah Berkenkamp Kahan \| – \| \| 23. Februar 2024 – 14. März 2024 3 Wochen \| 3 \| Beyoncé \| Texas Hold ’Em Elizabeth Lowell Boland, Brian Vincent Bates, Megan Bülow, Nathan John Ferraro, Beyoncé Giselle Knowles-Carter, Charles Raphael Wiggins \| – \| \| 15. März 2024 – 11. April 2024 4 Wochen \| 4 \| Benson Boone \| Beautiful Things Benson James Boone, Evan Robert Eliiot Blair, Jackson Lafrantz Larsen \| – \| \| 12. April 2024 – 2. Mai 2024 3 Wochen \| 3 \| Hozier \| Too Sweet Stuart Daniel Johnson, Daniel Nathan Krieger, Daniel Tannenbaum, Sergiu Adrian Gherman, Peter C. Gonzales, Andrew John Hozier-Byrne, Tyler Reese Mehlenbacher \| – \| \| 3. Mai 2024 – 16. Mai 2024 2 Wochen (insgesamt 4) \| 4 \| Sabrina Carpenter \| Espresso Sabrina Annlynn Carpenter, Julian Collin Bunetta, Stephanie Nicole Jones, Amy Rose Allen \| – \| \| 17. Mai 2024 – 23. Mai 2024 1 Woche \| 1 \| Post Malone feat. Morgan Wallen \| I Had Some Help Austin Richard Post, Louis Russell Bell, Ashley Glenn Gorley, Jonathan Joseph Hoskins, Ernest Keith Smith, Ryan Vojtesak, Morgan Cole Wallen, Chandler Paul Walters \| – \| \| 24. Mai 2024 – 30. Mai 2024 1 Woche (insgesamt 4) \| 4 \| Sabrina Carpenter \| Espresso Sabrina Annlynn Carpenter, Julian Collin Bunetta, Stephanie Nicole Jones, Amy Rose Allen \| – \| \| 31. Mai 2024 – 6. Juni 2024 1 Woche \| 1 \| Shaboozey \| A Bar Song (Tipsy) Chibueze Collins Obinna, Nevin Sastry, Sean Cook, Jerrel C. Jones, Joe Anthony Kent, Mark Allen Williams \| – \| \| 7. Juni 2024 – 13. Juni 2024 1 Woche (insgesamt 4) \| 4 \| Sabrina Carpenter \| Espresso Amy Rose Allen, Julian Bunetta, Sabrina Annlynn Carpenter, Steph Jones \| – \| \| 14. Juni 2024 – 1. August 2024 7 Wochen \| 7 \| Sabrina Carpenter \| Please Please Please Amy Rose Allen, Jack Michael Antonoff, Sabrina Annlynn Carpenter \| – \| \| 2. August 2024 – 8. August 2024 1 Woche (insgesamt 3) \| 3 \| Chappell Roan \| Good Luck, Babe! Kayleigh Rose Amstutz, Daniel Leonard Nigro, Justin Drew Tranter \| – \| \| 9. August 2024 – 15. August 2024 1 Woche \| 1 \| Charli XCX feat. Billie Eilish \| Guess Dylan Marshall Brady, Charlotte Emma Aitchison, Billie Eilish O’Connell, Finneas Baird O’Connell, Harrison Patrick Smith \| – \| \| 16. August 2024 – 29. August 2024 2 Wochen (insgesamt 3) \| 3 \| Chappell Roan \| Good Luck, Babe! Kayleigh Rose Amstutz, Daniel Leonard Nigro, Justin Drew Tranter \| – \| \| 30. August 2024 – 17. Oktober 2024 7 Wochen \| 7 \| Sabrina Carpenter \| Taste Julian Collin Bunetta, John Henry Ryan II, Sabrina Annlynn Carpenter, Julia Carin Michaels, Ian Eric Kirkpatrick, Amy Rose Allen \| – \| \| 18. Oktober 2024 – 31. Oktober 2024 2 Wochen \| 2 \| Gracie Abrams \| I Love You, I’m Sorry Gracie Madigan Abrams, Aaron Brooking Dessner, Audrey Hobert \| – \| \| 1. November 2024 – 7. November 2024 1 Woche \| 1 \| Gigi Perez \| Sailor Song Gianna Brielle Perez \| – \| \| 8. November 2024 – 26. Dezember 2024 7 Wochen (insgesamt 13) \| 13 \| Gracie Abrams \| That’s So True Gracie Madigan Abrams, Audrey Hobert \| – \| \| 27. Dezember 2024 – 2. Januar 2025 1 Woche (insgesamt 2) \| 2 \| Wham! \| Last Christmas George Michael \| – \| |                                      |                                      | |                           |
| ← 2023 |                                      |                                      | | → 2025 →                  |
| Zeitraum | Wo. ges.                             | Interpret                            | Titel Autor(en) | Zusätzliche Informationen |
| (Zeitraum, Wochen auf Platz eins, Interpret, Titel, Autor[en], zusätzliche Informationen) |                                      |                                      | |                           |
| 15. Dezember 2023 – 22. Februar 2024 10 Wochen (insgesamt 14) | 14                                   | Noah Kahan                           | Stick Season Noah Berkenkamp Kahan | –                         |
| 23. Februar 2024 – 14. März 2024 3 Wochen | 3                                    | Beyoncé                              | Texas Hold ’Em Elizabeth Lowell Boland, Brian Vincent Bates, Megan Bülow, Nathan John Ferraro, Beyoncé Giselle Knowles-Carter, Charles Raphael Wiggins                              | –                         |
| 15. März 2024 – 11. April 2024 4 Wochen | 4                                    | Benson Boone                         | Beautiful Things Benson James Boone, Evan Robert Eliiot Blair, Jackson Lafrantz Larsen                                                                                              | –                         |
| 12. April 2024 – 2. Mai 2024 3 Wochen | 3                                    | Hozier                               | Too Sweet Stuart Daniel Johnson, Daniel Nathan Krieger, Daniel Tannenbaum, Sergiu Adrian Gherman, Peter C. Gonzales, Andrew John Hozier-Byrne, Tyler Reese Mehlenbacher             | –                         |
| 3. Mai 2024 – 16. Mai 2024 2 Wochen (insgesamt 4) | 4                                    | Sabrina Carpenter                    | Espresso Sabrina Annlynn Carpenter, Julian Collin Bunetta, Stephanie Nicole Jones, Amy Rose Allen                                                                                   | –                         |
| 17. Mai 2024 – 23. Mai 2024 1 Woche | 1                                    | Post Malone feat. Morgan Wallen      | I Had Some Help Austin Richard Post, Louis Russell Bell, Ashley Glenn Gorley, Jonathan Joseph Hoskins, Ernest Keith Smith, Ryan Vojtesak, Morgan Cole Wallen, Chandler Paul Walters | –                         |
| 24. Mai 2024 – 30. Mai 2024 1 Woche (insgesamt 4) | 4                                    | Sabrina Carpenter                    | Espresso Sabrina Annlynn Carpenter, Julian Collin Bunetta, Stephanie Nicole Jones, Amy Rose Allen                                                                                   | –                         |
| 31. Mai 2024 – 6. Juni 2024 1 Woche | 1                                    | Shaboozey                            | A Bar Song (Tipsy) Chibueze Collins Obinna, Nevin Sastry, Sean Cook, Jerrel C. Jones, Joe Anthony Kent, Mark Allen Williams                                                         | –                         |
| 7. Juni 2024 – 13. Juni 2024 1 Woche (insgesamt 4) | 4                                    | Sabrina Carpenter                    | Espresso Amy Rose Allen, Julian Bunetta, Sabrina Annlynn Carpenter, Steph Jones | –                         |
| 14. Juni 2024 – 1. August 2024 7 Wochen | 7                                    | Sabrina Carpenter                    | Please Please Please Amy Rose Allen, Jack Michael Antonoff, Sabrina Annlynn Carpenter                                                                                               | –                         |
| 2. August 2024 – 8. August 2024 1 Woche (insgesamt 3) | 3                                    | Chappell Roan                        | Good Luck, Babe! Kayleigh Rose Amstutz, Daniel Leonard Nigro, Justin Drew Tranter                                                                                                   | –                         |
| 9. August 2024 – 15. August 2024 1 Woche | 1                                    | Charli XCX feat. Billie Eilish       | Guess Dylan Marshall Brady, Charlotte Emma Aitchison, Billie Eilish O’Connell, Finneas Baird O’Connell, Harrison Patrick Smith                                                      | –                         |
| 16. August 2024 – 29. August 2024 2 Wochen (insgesamt 3) | 3                                    | Chappell Roan                        | Good Luck, Babe! Kayleigh Rose Amstutz, Daniel Leonard Nigro, Justin Drew Tranter                                                                                                   | –                         |
| 30. August 2024 – 17. Oktober 2024 7 Wochen | 7                                    | Sabrina Carpenter                    | Taste Julian Collin Bunetta, John Henry Ryan II, Sabrina Annlynn Carpenter, Julia Carin Michaels, Ian Eric Kirkpatrick, Amy Rose Allen                                              | –                         |
| 18. Oktober 2024 – 31. Oktober 2024 2 Wochen | 2                                    | Gracie Abrams                        | I Love You, I’m Sorry Gracie Madigan Abrams, Aaron Brooking Dessner, Audrey Hobert                                                                                                  | –                         |
| 1. November 2024 – 7. November 2024 1 Woche | 1                                    | Gigi Perez                           | Sailor Song Gianna Brielle Perez | –                         |
| 8. November 2024 – 26. Dezember 2024 7 Wochen (insgesamt 13) | 13                                   | Gracie Abrams                        | That’s So True Gracie Madigan Abrams, Audrey Hobert | –                         |
| 27. Dezember 2024 – 2. Januar 2025 1 Woche (insgesamt 2) | 2                                    | Wham!                                | Last Christmas George Michael | –                         |

## Alben
| ← 2023 ← | Liste der Nummer-eins-Hits in Irland | Liste der Nummer-eins-Hits in Irland | Liste der Nummer-eins-Hits in Irland    | 2025 →                    |
| \| Zeitraum \| Wo. ges. \| Interpret \| Titel \| Zusätzliche Informationen \| \| (Zeitraum, Wochen auf Platz eins, Interpret, Titel, zusätzliche Informationen) \| \| \| \| \| \| ------------------------------------------------------------------------------ \| -------- \| ---------------------------- \| --------------------------------------- \| ------------------------- \| \| 29. Dezember 2023 – 4. Januar 2024 1 Woche (insgesamt 7) \| 7 \| Michael Bublé \| Christmas \| – \| \| 5. Januar 2024 – 7. März 2024 9 Wochen (insgesamt 14) \| 14 \| Noah Kahan \| Stick Season \| – \| \| 8. März 2024 – 14. März 2024 1 Woche \| 1 \| Liam Gallagher & John Squire \| Liam Gallagher John Squire \| – \| \| 15. März 2024 – 21. März 2024 1 Woche (insgesamt 2) \| 2 \| Ariana Grande \| Eternal Sunshine \| – \| \| 22. März 2024 – 28. März 2024 1 Woche \| 1 \| Travis & Elzzz \| Doghouse \| – \| \| 29. März 2024 – 4. April 2024 1 Woche (insgesamt 5) \| 5 \| Olivia Rodrigo \| Guts \| – \| \| 5. April 2024 – 18. April 2024 2 Wochen \| 2 \| Beyoncé \| Cowboy Carter \| – \| \| 19. April 2024 – 25. April 2024 1 Woche \| 1 \| Lyra \| Lyra \| – \| \| 26. April 2024 – 23. Mai 2024 4 Wochen (insgesamt 10) \| 10 \| Taylor Swift \| The Tortured Poets Department \| – \| \| 24. Mai 2024 – 6. Juni 2024 2 Wochen (insgesamt 3) \| 3 \| Billie Eilish \| Hit Me Hard and Soft \| – \| \| 7. Juni 2024 – 13. Juni 2024 1 Woche \| 1 \| The 2 Johnnies \| Small Town Heroes \| – \| \| 14. Juni 2024 – 20. Juni 2024 1 Woche (insgesamt 3) \| 3 \| Billie Eilish \| Hit Me Hard and Soft \| – \| \| 21. Juni 2024 – 18. Juli 2024 4 Wochen (insgesamt 10) \| 10 \| Taylor Swift \| The Tortured Poets Department \| – \| \| 19. Juli 2024 – 25. Juli 2024 1 Woche \| 1 \| Eminem \| The Death of Slim Shady (Coup de Grâce) \| – \| \| 26. Juli 2024 – 1. August 2024 1 Woche (insgesamt 10) \| 10 \| Taylor Swift \| The Tortured Poets Department \| – \| \| 2. August 2024 – 15. August 2024 2 Wochen \| 2 \| Chappell Roan \| The Rise and Fall of a Midwest Princess \| – \| \| 16. August 2024 – 22. August 2024 1 Woche (insgesamt 14) \| 14 \| Noah Kahan \| Stick Season \| – \| \| 23. August 2024 – 29. August 2024 1 Woche \| 1 \| The Script \| Satellites \| – \| \| 30. August 2024 – 3. Oktober 2024 5 Wochen (insgesamt 20) \| 20 \| Sabrina Carpenter \| Short n’ Sweet \| – \| \| 4. Oktober 2024 – 10. Oktober 2024 1 Woche \| 1 \| The Coronas \| Thoughts & Observations \| – \| \| 11. Oktober 2024 – 17. Oktober 2024 1 Woche \| 1 \| Coldplay \| Moon Music \| – \| \| 18. Oktober 2024 – 24. Oktober 2024 1 Woche (insgesamt 2) \| 2 \| Charli xcx \| Brat \| – \| \| 25. Oktober 2024 – 31. Oktober 2024 1 Woche (insgesamt 20) \| 20 \| Sabrina Carpenter \| Short n’ Sweet \| – \| \| 1. November 2024 – 7. November 2024 1 Woche \| 1 \| Tyler, the Creator \| Chromakopia \| – \| \| 8. November 2024 – 14. November 2024 1 Woche \| 1 \| Christy Moore \| Terrible Beauty \| – \| \| 15. November 2024 – 28. November 2024 2 Wochen (insgesamt 20) \| 20 \| Sabrina Carpenter \| Short n’ Sweet \| – \| \| 29. November 2024 – 5. Dezember 2024 1 Woche \| 1 \| Kendrick Lamar \| GNX \| – \| \| 6. Dezember 2024 – 12. Dezember 2024 1 Woche (insgesamt 20) \| 20 \| Sabrina Carpenter \| Short n’ Sweet \| – \| \| 13. Dezember 2024 – 19. Dezember 2024 1 Woche (insgesamt 10) \| 10 \| Taylor Swift \| The Tortured Poets Department \| – \| \| 20. Dezember 2024 – 26. Dezember 2024 1 Woche (insgesamt 20) \| 20 \| Sabrina Carpenter \| Short n’ Sweet \| – \| \| 27. Dezember 2024 – 2. Januar 2025 1 Woche (insgesamt 7) \| 7 \| Michael Bublé \| Christmas \| – \| |                                      |                                      |                                         |                           |
| ← 2023 |                                      |                                      |                                         | → 2025 →                  |
| Zeitraum | Wo. ges.                             | Interpret                            | Titel                                   | Zusätzliche Informationen |
| (Zeitraum, Wochen auf Platz eins, Interpret, Titel, zusätzliche Informationen) |                                      |                                      |                                         |                           |
| 29. Dezember 2023 – 4. Januar 2024 1 Woche (insgesamt 7) | 7                                    | Michael Bublé                        | Christmas                               | –                         |
| 5. Januar 2024 – 7. März 2024 9 Wochen (insgesamt 14) | 14                                   | Noah Kahan                           | Stick Season                            | –                         |
| 8. März 2024 – 14. März 2024 1 Woche | 1                                    | Liam Gallagher & John Squire         | Liam Gallagher John Squire              | –                         |
| 15. März 2024 – 21. März 2024 1 Woche (insgesamt 2) | 2                                    | Ariana Grande                        | Eternal Sunshine                        | –                         |
| 22. März 2024 – 28. März 2024 1 Woche | 1                                    | Travis & Elzzz                       | Doghouse                                | –                         |
| 29. März 2024 – 4. April 2024 1 Woche (insgesamt 5) | 5                                    | Olivia Rodrigo                       | Guts                                    | –                         |
| 5. April 2024 – 18. April 2024 2 Wochen | 2                                    | Beyoncé                              | Cowboy Carter                           | –                         |
| 19. April 2024 – 25. April 2024 1 Woche | 1                                    | Lyra                                 | Lyra                                    | –                         |
| 26. April 2024 – 23. Mai 2024 4 Wochen (insgesamt 10) | 10                                   | Taylor Swift                         | The Tortured Poets Department           | –                         |
| 24. Mai 2024 – 6. Juni 2024 2 Wochen (insgesamt 3) | 3                                    | Billie Eilish                        | Hit Me Hard and Soft                    | –                         |
| 7. Juni 2024 – 13. Juni 2024 1 Woche | 1                                    | The 2 Johnnies                       | Small Town Heroes                       | –                         |
| 14. Juni 2024 – 20. Juni 2024 1 Woche (insgesamt 3) | 3                                    | Billie Eilish                        | Hit Me Hard and Soft                    | –                         |
| 21. Juni 2024 – 18. Juli 2024 4 Wochen (insgesamt 10) | 10                                   | Taylor Swift                         | The Tortured Poets Department           | –                         |
| 19. Juli 2024 – 25. Juli 2024 1 Woche | 1                                    | Eminem                               | The Death of Slim Shady (Coup de Grâce) | –                         |
| 26. Juli 2024 – 1. August 2024 1 Woche (insgesamt 10) | 10                                   | Taylor Swift                         | The Tortured Poets Department           | –                         |
| 2. August 2024 – 15. August 2024 2 Wochen | 2                                    | Chappell Roan                        | The Rise and Fall of a Midwest Princess | –                         |
| 16. August 2024 – 22. August 2024 1 Woche (insgesamt 14) | 14                                   | Noah Kahan                           | Stick Season                            | –                         |
| 23. August 2024 – 29. August 2024 1 Woche | 1                                    | The Script                           | Satellites                              | –                         |
| 30. August 2024 – 3. Oktober 2024 5 Wochen (insgesamt 20) | 20                                   | Sabrina Carpenter                    | Short n’ Sweet                          | –                         |
| 4. Oktober 2024 – 10. Oktober 2024 1 Woche | 1                                    | The Coronas                          | Thoughts & Observations                 | –                         |
| 11. Oktober 2024 – 17. Oktober 2024 1 Woche | 1                                    | Coldplay                             | Moon Music                              | –                         |
| 18. Oktober 2024 – 24. Oktober 2024 1 Woche (insgesamt 2) | 2                                    | Charli xcx                           | Brat                                    | –                         |
| 25. Oktober 2024 – 31. Oktober 2024 1 Woche (insgesamt 20) | 20                                   | Sabrina Carpenter                    | Short n’ Sweet                          | –                         |
| 1. November 2024 – 7. November 2024 1 Woche | 1                                    | Tyler, the Creator                   | Chromakopia                             | –                         |
| 8. November 2024 – 14. November 2024 1 Woche | 1                                    | Christy Moore                        | Terrible Beauty                         | –                         |
| 15. November 2024 – 28. November 2024 2 Wochen (insgesamt 20) | 20                                   | Sabrina Carpenter                    | Short n’ Sweet                          | –                         |
| 29. November 2024 – 5. Dezember 2024 1 Woche | 1                                    | Kendrick Lamar                       | GNX                                     | –                         |
| 6. Dezember 2024 – 12. Dezember 2024 1 Woche (insgesamt 20) | 20                                   | Sabrina Carpenter                    | Short n’ Sweet                          | –                         |
| 13. Dezember 2024 – 19. Dezember 2024 1 Woche (insgesamt 10) | 10                                   | Taylor Swift                         | The Tortured Poets Department           | –                         |
| 20. Dezember 2024 – 26. Dezember 2024 1 Woche (insgesamt 20) | 20                                   | Sabrina Carpenter                    | Short n’ Sweet                          | –                         |
| 27. Dezember 2024 – 2. Januar 2025 1 Woche (insgesamt 7) | 7                                    | Michael Bublé                        | Christmas                               | –                         |